# Chipchase Castle

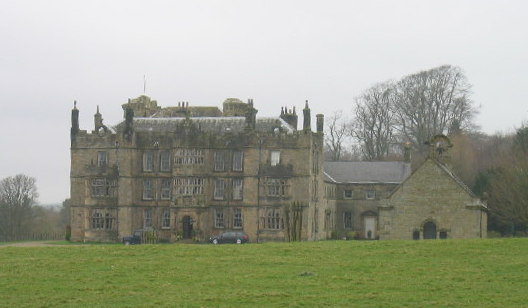
Chipchase Castle

Chipchase Castle ist ein Herrenhaus nördlich des Hadrianswalls bei Wark on Tyne zwischen Bellingham und Hexham in der englischen Grafschaft Northumberland. Das jakobinische Haus aus dem 17. Jahrhundert beinhaltet einen großen Peel Tower aus dem 14. Jahrhundert. Es gilt als Scheduled Monument und English Heritage hat es als historisches Gebäude I. Grades gelistet.

## Geschichte
Die Familie Heron erwarb die Grundherrschaft von Chipchase durch Heirat von Walter Heron mit der Chipchase-Erbin. Er ließ Mitte des 14. Jahrhunderts einen massiven, vierstöckigen Wohnturm an der Stelle eines früheren Hauses errichten.
Ein Bericht von 1541 beschreibt einen „Fare Tower“ mit einem „Herrenhaus aus Stein daran angeschlossen“ im Besitz von John Heron.
1621 ließ Cuthbert Heron, 1625 High Sheriff of Northumberland, ein schönes jakobinisches Herrenhaus bauen. Dabei ließ man den Turm stehen und baute das neue Haus daran an. Sein ältester Sohn George fiel 1644 in der Schlacht von Marston Moor in Diensten des Königs Karl I. Sein zweiter Sohn Cuthbert wurde von König Karl II. zum Baronet ernannt, kam aber in finanzielle Schwierigkeiten, die schließlich zum Verkauf des Anwesens durch die Herons im 18. Jahrhundert führten.
John Reed, ein Bänker aus Newcastle upon Tyne kaufte 1734 das Anwesen und ließ weitgehende Umbauten an dem Herrenhaus durchführen, z. B. den Bau einer klassizistischen Fassade am alten Wohnturm. Der Misserfolg der Familienbank der Reeds zwangen seine Nachkommen, das Anwesen 1821 an die Greys aus Backworth zu verkaufen, um ihre Schulden auszugleichen.
Das Herrenhaus ist in privater Hand. Das Anwesen ist öffentlich zugänglich, aber das Herrenhaus ist nur im Juni für die Allgemeinheit geöffnet.